# Rio Baluarte
Le rio Baluarte est un fleuve mexicain qui se jette dans l'océan Pacifique,.

## Géographie
À proximité des municipalités de Concordia, dans l'État de Sinaloa, et de Pueblo Nuevo, dans l'État de Durango, il est traversé par la route fédérale 40D de Durango-Mazatlán via le pont de Baluarte, le plus haut pont à haubans du monde.